# Tibouchina aspera
Tibouchina aspera är en tvåhjärtbladig växtart som beskrevs av Jean Baptiste Christophe Fusée Aublet. Tibouchina aspera ingår i släktet Tibouchina och familjen Melastomataceae. Utöver nominatformen finns också underarten T. a. asperrima.